# 5446 Гейлер
5446 Гейлер (5446 Heyler) — астероїд головного поясу, відкритий 5 серпня 1991 року.
Тіссеранів параметр щодо Юпітера — 3,176.